# 女豹 灼熱のスナイパー
『女豹 灼熱のスナイパー』（めひょう しゃくねつのスナイパー）は、1996年に製作された日本のオリジナルビデオ。松生秀二監督。

## 概要
南の楽園・パラオを舞台に繰り広げられる官能と戦慄のスーパー・アクションOV。ヒロイン・リカ役の葉多朋子が初のベッド・シーン、レズ・シーンに挑戦している。

## キャスト
- リカ：葉多朋子 - 射撃の名手。
- 原田トオル：薬丸裕英 - タカオの同僚。
- 木村タカオ：池田政典 - リカの婚約者。パラオでのリゾート開発に取り組む。
- 竹内：鹿内孝 - 実業家。パラオの裏社会を操る日本人。
- クミ：栗原みなみ - 竹内の愛人。両性愛者。
- 根上淳（特別出演） - 日本を代表する大企業「シバヤマ建設」の幹部。
- 三夏伸 - パラオの警察署長。
- 倉島：田島基吉 - ヘロインの売人。自動車修理工場勤務。
- きくち英一 - 竹内の側近。
- 東孝之 - パラオの警察官。
- 中村嘉夫 - 竹内の手下。
- 吉田徳和 - 〃
- 栗原智紀 - プレジャーボート船員。
- 荒川亜由 - リカの同僚。
- 白鳥幸江 - 〃

## 楽曲
エンディングテーマ曲
「Makin' Love」 作詞作曲：辻久也 / 編曲：長岡忠治 / 唄：Nat's
挿入歌
「True love in your dream」 作詞作曲：山下裕美子 / 唄：Nat's

## スタッフ
- 監督：松生秀二
- 企画：山崎健一、宇都宮弘之（にっかつビデオ）
- プロデューサー：高橋利雄
- 脚本：田部俊行
- 音楽：辻久也
- 撮影：下元哲
- 編集：金子尚樹（J.S.E）
- 助監督 制作担当：芝山隆二
- キャスティングプロデューサー：柳一誠
- 音楽ディレクター：長岡忠治
- ガンエフェクト：大下雄二
- 制作進行：池ノ上文太、松村浩市
- 制作(協力)：フューチャープロモーション
- 製作：にっかつ、にっかつビデオ

## ソフト
- VHS：1996年9月6日発売